# Terrordådet i Orlando 2016
Terrordådet i Orlando 2016 var en skottlossning som ägde rum på gayklubben Pulse i Orlando, Florida den 12 juni 2016, runt klockan 02.00 på natten lokal tid. Cirka 320 personer befann sig i lokalerna vid tiden för dådet. Totalt 49 personer dödades och 53 skadades av gärningsmannen innan denne sköts ihjäl av polisen efter ett tre timmar långt gisslandrama. Attentatet är den näst allvarligaste skottlossningen utförd av en enskild person i USA:s historia, det allvarligaste angreppet mot HBTQ-personer i USA:s historia och det värsta terrordådet i USA sedan 11 september-attackerna.
Gärningsmannen Omar Mateen (född 1986) använde en pistol och ett halvautomatiskt gevär. Terrorgruppen IS tog på sig dådet, men det finns inga belägg för om organisationen verkligen låg bakom attacken. President Barack Obama meddelade att man betraktade attentatet som en terrorhandling.

## Händelseförlopp
Klockan 02.02 lokal tid 12 juni 2016 larmades polisen om en pågående skottlossning på gayklubben Pulse i Orlando. En gärningsman hade öppnat eld i lokalen. Gärningsmannen ringde under massakern nödnumret 911 och uttalade sitt stöd för terrororganisationen IS. Han höll sedan gisslan på toaletterna på klubben och hotade att spränga sig själv och andra med en bombväst. Cirka tre timmar senare, vid 05.00-tiden på morgonen bröt sig polisen in i lokalen för att försöka lösa gisslansituationen. Nio poliser deltog i insatsen som slutade med att gärningsmannen sköts ihjäl.
Senare under dagen hölls en presskonferens där man meddelade att 50 personer, inklusive gärningsmannen, dödats i dådet och att ytterligare 53 personer tagits till sjukhus. Gärningsmannen hade då identifierats som den 29-årige amerikanske medborgaren Omar Mateen. På kvällen uttalade sig president Barack Obama om att man betraktade händelsen som ett hatbrott och ett terrorbrott.

## Gärningsmannen
Omar Mateen föddes 1986 i USA och hade arbetat som väktare sedan 2007. De vapen han använde hade han köpt lagligt veckan innan attacken. Enligt FBI var Omar Mateeen radikaliserad och inspirerad av terrororganisationen IS. Han hade förhörts om islamistsympatier två gånger, 2013 och 2014.